# 슈코피아로카

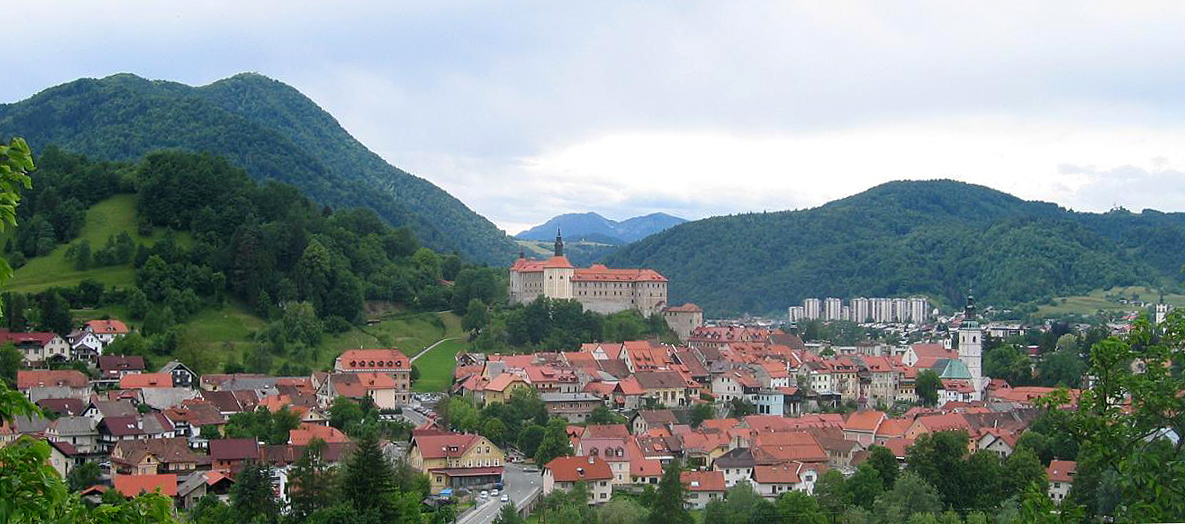
슈코피아로카

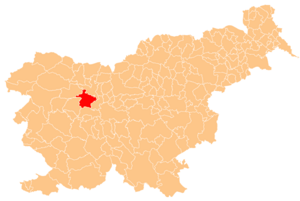
슈코퍄로카의 위치

슈코피아로카(슬로베니아어: Škofja Loka, 독일어: Bischoflack 비쇼플라크[*])는 슬로베니아의 도시로 면적은 146.0km2, 인구는 22,118명(2002년 기준), 인구 밀도는 151.5명/km2이다.